# Renato Balduzzi
Renato Balduzzi (né le 12 février 1955 à Voghera) est un juriste italien, nommé ministre de la Santé du gouvernement Monti le 16 novembre 2011, vice-président de Choix civique pour l'Italie, dont il devient le président par intérim le 4 juin 2014.

## Biographie

### Universitaire
Professeur de droit constitutionnel à l'université catholique du Sacré-Cœur, il s'est diplômé en droit à l'université de Gênes en 1979. Il a été professeur de droit constitutionnel à l'université du Piémont oriental, dans la faculté de droit d'Alexandrie. Directeur du Centre d'excellence inter-facultés pour le management sanitaire (CEIMS) et coordonnateur du doctorat de recherche en « Autonomies locales, services publics et droits citoyens », il a enseigné le droit public, le droit parlementaire, la doctrine générale de l'État, les normes techniques juridiques à Gênes, dans la faculté de Sciences politiques. Il a également enseigné le droit constitutionnel italien et comparé dans les universités de Gênes et de Turin. Dans cette dernière, il a également enseigné « Institutions de droit public ». Pendant l'année académique 2010-2011, il a été professeur de droit constitutionnel à l'université catholique du Sacré-Cœur à Milan. Il est professeur invité en droit constitutionnel à l'Université Paris-Est Val-de-Marne (Paris XII) et également à l'Université du Sud Toulon et Var où en 2008-2009 il a enseigné droit parlementaire français et à l'université Paul-Cézanne d'Aix-en-Provence. Auteur de plus d'une centaine de publications, il fait partie du comité scientifique des revues Quaderni regionali, Amministrazione in cammino, Politiche sanitarie, Dialoghi et Studium.

### Fonctionnaire
Il a été conseiller juridique des ministres de la Défense (1989-1992), de la Santé (1996-2000) et des Politiques familiales (2006-2008). De 2006 à 2010, il a présidé le Comité directeur de l'Agence hospitalière et universitaire Sant'Orsola-Malpighi de Bologne. Depuis février 2007, il préside l'Agence nationale pour les services sanitaires régionaux (Age.na.s), un établissement public national de recherche et de soutien du ministère de la Santé et aux Régions, dans le domaine de la santé et de l'organisation sanitaire.